# Psorospermum staudtii
Psorospermum staudtii är en johannesörtsväxtart som beskrevs av Adolf Engler. Psorospermum staudtii ingår i släktet Psorospermum och familjen johannesörtsväxter. Inga underarter finns listade i Catalogue of Life.